# Oekraïne op de Olympische Zomerspelen 2008

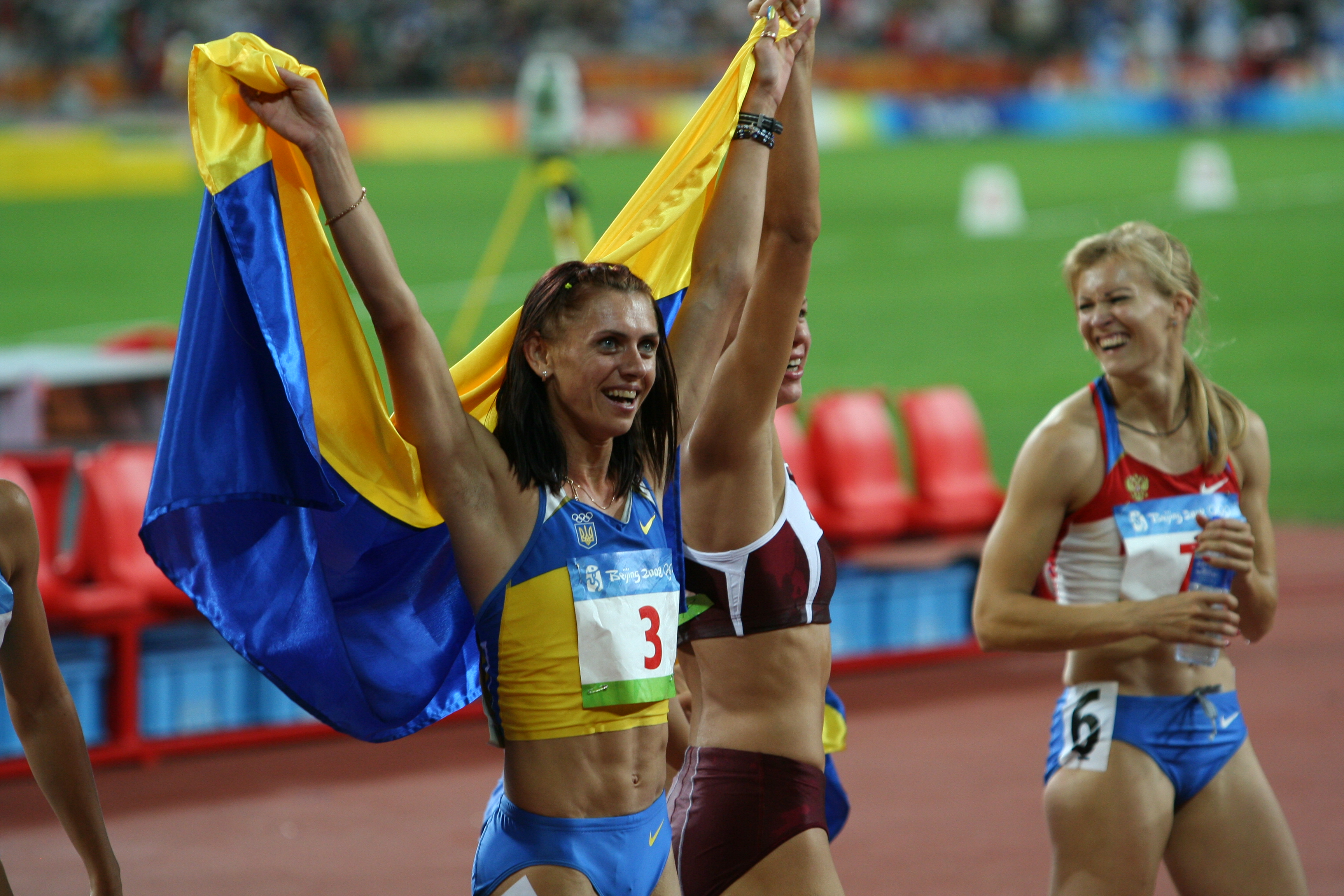
Ljoedmyla Blonska was in de veronderstelling zilver gewonnen te hebben op de zevenkamp, maar werd later gediskwalificeerd nadat zij positief op doping was getest

Oekraïne nam deel aan de Olympische Zomerspelen 2008 in Peking, China. Oekraïne debuteerde op de Zomerspelen in 1996 en deed in 2008 voor de vierde keer mee. Tijdens de drie voorgaande edities won het telkens 23 medailles.

## Medailleoverzicht
| Sport          | Olympiër                                                | Discipline                    | Medaille |
| -------------- | ------------------------------------------------------- | ----------------------------- | -------- |
| Atletiek       | Natalja Dobrynska                                       | zevenkamp (v)                 | Goud     |
| Boksen         | Vasyl Lomatsjenko                                       | -57kg (m)                     | Goud     |
| Boogschieten   | Viktor Roeban                                           | individueel (m)               | Goud     |
| Kanovaren      | Inna Osypenko-Radomska                                  | K-1 500m (v)                  | Goud     |
| Schermen       | Olga Charlan Olena Chomrova Halvna Poendyk Olga Zjovnir | sabel team (v)                | Goud     |
| Schietsport    | Artoer Ajvazjan                                         | 50m geweer liggend (m)        | Goud     |
| Schietsport    | Aleksandr Petriv                                        | 25m snelvuurpistool (m)       | Goud     |
| Atletiek       | Iryna Lisjtsjynska                                      | 1500m (v)                     | Zilver   |
| Atletiek       | Olena Antonova                                          | discuswerpen (v)              | Zilver   |
| Schietsport    | Joeri Soechoroekov                                      | 50m geweer 3 houdingen (m)    | Zilver   |
| Worstelen      | Andriy Stadnik                                          | -66kg vrije stijl (m)         | Zilver   |
| Atletiek       | Iryna Lisjtsjynska                                      | 1500 m (v)                    | Brons    |
| Boksen         | Vjatsjeslav Hlazkov                                     | +91kg (m)                     | Brons    |
| Gymnastiek     | Oleksandr Vorobiev                                      | ringen (m)                    | Brons    |
| Gymnastiek     | Anna Bezsonova                                          | individuele meerkamp (v)      | Brons    |
| Judo           | Roman Hontjoek                                          | -81kg (m)                     | Brons    |
| Kanovaren      | Joerij Tsjeban                                          | C-1 500m (v)                  | Brons    |
| Schoonspringen | Ilja Kvasja Aleksej Pryhorov                            | 3m plank synchroon (m)        | Brons    |
| Wielersport    | Lesja Kalitovska                                        | individuele achtervolging (v) | Brons    |
| Worstelen      | Armen Vardanjan                                         | -66kg Grieks-Romeins (m)      | Brons    |
| Worstelen      | Taras Danko                                             | -84kg vrije stijl (m)         | Brons    |
| Worstelen      | Irini Merleni                                           | -48kg vrije stijl (v)         | Brons    |

* Deze medaille werd later aangepast van brons naar zilver.
De atlete Ljoedmyla Blonska won oorspronkelijk het zilver op de zevenkamp. Na afloop bleek haar urine positief te testen op de verboden anabole steroïde methyltestosteron. Op 22 augustus 2008 besloot het IOC haar de medaille te ontnemen en die toe te kennen aan de Amerikaanse Hyleas Fountain en het brons aan de Russische Tatjana Tsjernova. Later werden alsnog ook atleet Denys Joertsjenko (brons, polsstokhoogspringen), gewichthefsters Natalja Davydova (brons, -69 kg) en Olha Korobka (zilver, +75 kg), modern vijfkampster Victoria Teresjoek (brons, vrouwen) en worstelaar Vasyl Fedorysjyn (zilver,  vrije stijl, -60 kg) hun medaille ontnomen.

## Deelnemers en resultaten

### Atletiek
| Olympiër                                                             | Discipline               | Resultaat | Prestatie |
| -------------------------------------------------------------------- | ------------------------ | --------- | --- |
| Dmytro Hlushchenko                                                   | 100m (m)                 | 49e       | serie 7: 5de in 10,57 |
| Ihor Bodrov                                                          | 200m (m)                 | 51e       | serie 5: 6de in 21,38 |
| Myhaylo Knysh                                                        | 400m (m)                 | 35e       | serie 7: 6de in 46,28 |
| Ivan Heshko                                                          | 1500m (m)                | 35e       | serie 2: niet gestart |
| Oleksandr Kuzin                                                      | marathon (m)             | DNF       | niet gefinisht |
| Vasyl Matviychuk                                                     | marathon (m)             | 27e       | 2:17.50 |
| Oleksandr Sitkovskyy                                                 | marathon (m)             | DNF       | niet gefinisht |
| Andriy Kovenko                                                       | 20km snelwandelen (m)    | 24e       | 1:22.59 |
| Serhiy Budza                                                         | 50km snelwandelen (m)    | 24e       | 3:58.21 |
| Oleksiy Kazanin                                                      | 50km snelwandelen (m)    | DNF       | niet gefinisht |
| Oleksiy Shelest                                                      | 50km snelwandelen (m)    | 27e       | 3:59.46 |
| Andriy Makarchev                                                     | verspringen (m)          | 23e       | kwalificatie groep B: 12de met 7,77m |
| Viktor Kuznyetsov                                                    | hink-stap-springen (m)   | 8e        | kwalificatie groep A: 17de met 17,11m finale: 8ste met 16,87m |
| Mykola Savolaynen                                                    | hink-stap-springen (m)   | 16e       | kwalificatie groep B: 7de met 17,00m |
| Viktor Yastrebov                                                     | hink-stap-springen (m)   | 26e       | kwalificatie groep B: 13de met 16,52m |
| Dmytro Demyanyuk                                                     | hoogspringen (m)         | 21e       | kwalificatie groep B: 10de met 2,20m |
| Yuriy Krymarenko                                                     | hoogspringen (m)         | 33e       | kwalificatie groep B: 17de met 2,15m |
| Oleksandr Nartov                                                     | hoogspringen (m)         | 39e       | kwalificatie groep A: 20ste met 2,10m |
| Oleksandr Korchmid                                                   | polsstokhoogspringen (m) | 22e       | kwalificatie groep B: 11de met 5,45m |
| Maksym Mazuryk                                                       | polsstokhoogspringen (m) | 16e       | kwalificatie groep A: 9de met 5,55m |
| Denys Yurchenko                                                      | polsstokhoogspringen (m) | DSQ       | kwalificatie groep A: 5de met 5,65m finale: 3de met 5,70m |
| Yuriy Bilonoh                                                        | kogelstoten (m)          | 4e        | kwalificatie groep B: 4de met 20,16m finale: 4de met 20,63m |
| Andriy Semenov                                                       | kogelstoten (m)          | 14e       | kwalificatie groep A: 7de met 20,01m |
| Oleksiy Semenov                                                      | discuswerpen (m)         | 24e       | kwalificatie groep A: 13de met 60,18m |
| Roman Avramenko                                                      | speerwerpen (m)          | 28e       | kwalificatie groep B: 14de met 71,64m |
| Artem Rubanko                                                        | kogelslingeren (m)       | 15e       | kwalificatie groep B: 9de met 74,47m |
| Ihor Tuhay                                                           | kogelslingeren (m)       | 24e       | kwalificatie groep A: 12de met 71,89m |
| Yevhen Vynohradov                                                    | kogelslingeren (m)       | 14e       | kwalificatie groep A: 6de met 74,49m |
| Oleksiy Kasyanov                                                     | tienkamp (m)             | 6e        | 100m: 3de in 10,53 verspringen: 6de met 7,56m kogelstoten: 8ste met 15,15m hoogspringen: 17de met 1,96m 400m: 3de in 47,70 110m horden: 12de in 14,37 discuswerpen: 5de met 48,39m polsstokhoogspringen: 18de met 4,30m speerwerpen: 20ste met 51,59m 1500m: 3de in 4.28,94 totaal: 8238 punten |
|                                                                      |                          |           | |
| Nataliya Pohrebnyak                                                  | 100m (v)                 | 29e       | serie 9: 4de in 11,60 kwartfinale 2: 8ste in 11,55 |
| Nataliya Pyhyda                                                      | 200m (v)                 | 12e       | serie 6: 1ste in 22,91 kwartfinale 3: 3de in 23,03 halve finale 1: 5de in 22,95 |
| Antonina Yefremova                                                   | 400m (v)                 | 37e       | serie 1: 6de in 53,22 |
| Yuliya Krevsun                                                       | 800m (v)                 | 12e       | serie 2: 1ste in 2.00,21 halve finale 3: 2de in 1.57,32 finale: 7de in 1.58,73 |
| Tetiana Petlyuk                                                      | 800m (v)                 | 13e       | serie 6: 2de in 2.00,00 halve finale 1: 4de in 1.59,27 |
| Iryna Lishchynska                                                    | 1500m (v)                | Zilver    | serie 2: 1ste in 4.13,60 finale: 2de in 4.01,63 |
| Anna Mishchenko                                                      | 1500m (v)                | 9e        | serie 1: 4de in 4.05,61 finale: 9de in 4.05,13 |
| Nataliya Tobias                                                      | 1500m (v)                | Brons     | serie 3: 2de in 4.03,19 finale: 3de in 4.01,78 |
| Nataliya Berkut                                                      | 10000m (v)               | DNS       | niet gestart |
| Yevgeniya Snihur                                                     | 100m horden (v)          | 21e       | serie 5: 5de in 13,06 |
| Anastasiya Rabchenyuk                                                | 400m horden (v)          | 4e        | serie 3: 2de in 55,18 halve finale 2: 2de in 54,60 finale: 4de in 53,96 |
| Valentyna Horpynych                                                  | 3000m steeplechase (v)   | 28e       | serie 1: 11de in 9.43,95 |
| Nataliya Pohrebnyak Nataliya Pyhyda Oksana Shcherbak Iryna Shepetyuk | 4x100m (v)               | DSQ       | serie 2: gediskwalificeerd |
| Kseniya Karandyuk Tetiana Petlyuk Nataliya Pyhyda Oksana Shcherbak   | 4x400m (v)               | 8e        | serie 1: 4de in 3.27,44 |
| Tetyana Filonyuk                                                     | marathon (v)             | 31e       | 2:33.35 |
| Oksana Sklyarenko                                                    | marathon (v)             | 69e       | 2:55.39 |
| Nadiya Prokopuk                                                      | 20km snelwandelen (v)    | 34e       | 1:35.30 |
| Vira Zozulya                                                         | 20km snelwandelen (v)    | 17e       | 1:30.31 |
| Lyudmila Blonska                                                     | verspringen (v)          | DSQ       | kwalificatie groep A: gediskwalificeerd |
| Viktoriya Rybalko                                                    | verspringen (v)          | 23e       | kwalificatie groep A: 12de met 6,43m |
| Oleksandra Stadnyuk                                                  | verspringen (v)          | 32e       | kwalificatie groep B: 16de met 6,19m |
| Liliya Kulyk                                                         | hink-stap-springen (v)   | 24e       | kwalificatie groep B: 10de met 13,66m |
| Svitlana Mamieieva                                                   | hink-stap-springen (v)   | 13e       | kwalificatie groep A: 10de met 14,01m |
| Olha Saladuha                                                        | hink-stap-springen (v)   | 7e        | kwalificatie groep B: 2de met 14,46m finale: 7de met 14,70m |
| Vita Palamar                                                         | hoogspringen (v)         | DSQ       | kwalificatie groep A: 1ste met 1,93m finale: 5de met 1,99m |
| Vita Styopina                                                        | hoogspringen (v)         | 9e        | kwalificatie groep B: 1ste met 1,93m finale: 9de met 1,93m |
| Natalya Kushch                                                       | polsstokhoogspringen (v) | 27e       | kwalificatie groep A: 13de met 4,15m |
| Olena Antonova                                                       | discuswerpen (v)         | Zilver    | kwalificatie groep A: 5de met 61,25m finale: 2de met 62,59m |
| Kateryna Karsak                                                      | discuswerpen (v)         | 21e       | kwalificatie groep A: 11de met 58,61m |
| Nataliya Semonova                                                    | discuswerpen (v)         | 14e       | kwalificatie groep A: 7de met 60,18m |
| Olha Ivankova                                                        | speerwerpen (v)          | 25e       | kwalificatie groep B: 11de met 57,05m |
| Tetyana Lyakhovych                                                   | speerwerpen (v)          | 35e       | kwalificatie groep B: 18de met 55,50m |
| Vira Rebryk                                                          | speerwerpen (v)          | 16e       | kwalificatie groep A: 9de met 59,05m |
| Iryna Novozhylova                                                    | kogelslingeren (v)       | 19e       | kwalificatie groep A: 10de met 68,11m |
| Inna Sayenko                                                         | kogelslingeren (v)       | 25e       | kwalificatie groep A: 13de met 66,92m |
| Iryna Sekachova                                                      | kogelslingeren (v)       | 24e       | kwalificatie groep B: 11de met 67,47m |
| Lyudmila Blonska                                                     | zevenkamp (v)            | DSQ       | gediskwalificeerd |
| Nataliya Dobrynska                                                   | zevenkamp (v)            | Goud      | 100m horden: 6de in 13,44 hoogspringen: 9de met 1,80m kogelstoten: 1ste met 17,29m 200m: 13de in 24,39 verspringen: 1ste met 6,63m speerwerpen: 5de met 48,60m 800m: 21ste in 2.17,72 totaal: 6733 punten                                                                                       |
| Hanna Melnychenko                                                    | zevenkamp (v)            | 14e       | 100m horden: 8ste in 13,52 hoogspringen: 8ste met 1,80m kogelstoten: 20ste met 13,18m 200m: 11de in 24,35 verspringen: 4de met 6,40m speerwerpen: 33ste met 35,89m 800m: 16de in 2.15,23 totaal: 6165 punten                                                                                    |

### Badminton
| Olympiër             | Discipline    | Resultaat | Prestatie                                                                               |
| -------------------- | ------------- | --------- | --------------------------------------------------------------------------------------- |
| Vladislav Druzchenko | enkelspel (m) | 33e       | 1ste ronde: V van FIN Lång: 12-21, 19-21                                                |
|                      |               |           |                                                                                         |
| Larisa Griga         | enkelspel (v) | 17e       | 1ste ronde: W van ITA Allegrini: 21-15, 21-11 2de ronde: V van IND Nehwal: 18-21, 10-21 |

### Boksen
| Olympiër              | Discipline | Resultaat | Prestatie |
| --------------------- | ---------- | --------- | --- |
| Georgiy Chygayev      | -48kg (m)  | 9e        | 1ste ronde: W van RUS Ayrapetyan: 13-11 2de ronde: V van CUB Hernández: 3-21 |
| Vasyl Lomachenko      | -57kg (m)  | Goud      | 1ste ronde: W van RUS Selimov: 14-7 2de ronde: W van UZB Sultonov: 13-1 kwartfinale: W van CHN Li: 12-3 halve finale: W van TUR Kılıç: 10-1 finale: W van FRA Djelkhir: scheidsrechterlijke beslissing |
| Oleksandr Klyuchko    | -60kg (m)  | 17e       | 1ste ronde: V van CHN Hu: 8-10 |
| Oleksandr Stretskyy   | -67kg (m)  | 9e        | 1ste ronde: W van DOM Castillo: 9-6 2de ronde: V van BAH Johnson: 4-9 |
| Sergiy Derevyanchenko | -75kg (m)  | 9e        | 1ste ronde: W van CHN Wang: 15-6 2de ronde: V van CUB Correa: 4-18 |
| Oleksandr Usyk        | -91kg (m)  | 5e        | 1ste ronde: W van CHN Yushan: 23-4 kwartfinale: V van ITA Russo: 4-7 |
| Vyacheslav Glazkov    | +91kg (m)  | Goud      | 1ste ronde: W van CUB Alfonso: 5-3 kwartfinale: W van ALG Ouatah: 10-4 halve finale: V van CHN Zhilei: walk-over                                                                                       |

### Boogschieten
| Olympiër                                        | Discipline      | Resultaat | Prestatie |
| ----------------------------------------------- | --------------- | --------- | --- |
| Markiyan Ivashko                                | individueel (m) | 41e       | plaatsingsronde: 32ste met 658 punten 1ste ronde: V van ESP Morillo: 107-115 |
| Viktor Ruban                                    | individueel (m) | Goud      | plaatsingsronde: 3de met 678 punten 1ste ronde: W van EGY Youssef: 111-96 2de ronde: W van AUS Naray: 115-105 3de ronde: W van POL Proć: 114-108 kwartfinale: W van JPN Moriya: 115-106 halve finale: W van RUS Badënov: 112-112 (20-18) finale: W van KOR Park: 113-112 |
| Oleksandr Serdyuk                               | individueel (m) | 17e       | plaatsingsronde: 20ste met 661 punten 1ste ronde: W van GER Pieper: 107-105 2de ronde: V van POL Dobrowolski: 111-111 (8-9) |
| Markiyan Ivashko Viktor Ruban Oleksandr Serdyuk | team (m)        | 4e        | plaatsingsronde: 2de met 1997 punten 1ste ronde: W van Chinees Taipei: 214-211 halve finale: V van Italië: 221-223 bronzen finale: V van China: 219-222 |
|                                                 |                 |           | |
| Tetyana Berezhna                                | individueel (v) | 59e       | plaatsingsronde: 38ste met 627 punten 1ste ronde: V van CHN Zhang: 97-109 |
| Viktoriya Koval                                 | individueel (v) | 23e       | plaatsingsronde: 21ste met 641 punten 1ste ronde: W van CZE Horáčková: 109-107 2de ronde: V van MEX Román: 105-111 |

### Gewichtheffen
| Olympiër          | Discipline | Resultaat | Prestatie                                                    |
| ----------------- | ---------- | --------- | ------------------------------------------------------------ |
| Artem Ivanov      | -94kg (m)  | 11e       | trekken: 11de met 170kg stoten: 11de met 210kg totaal: 380kg |
| Ihor Razoronov    | -105kg (m) | DSQ       | trekken: 6de met 187kg stoten: 8ste met 223kg totaal: 410kg  |
| Oleksiy Torokhtiy | -105kg (m) | 11e       | trekken: 11de met 177kg stoten: 12de met 213kg totaal: 390kg |
| Ihor Shymechko    | +105kg (m) | 5e        | trekken: 5de met 201kg stoten: 6de met 232kg totaal: 433kg   |
| Artem Udachyn     | +105kg (m) | 4e        | trekken: 3de met 207kg stoten: 4de met 235kg totaal: 442kg   |
|                   |            |           |                                                              |
| Natalya Davydova  | -69kg (v)  | DSQ       | trekken: 2de met 115kg stoten: 3de met 135kg totaal: 250kg   |
| Nadiya Myronyuk   | -75kg (v)  | 9e        | trekken: 10de met 105kg stoten: 9de met 132kg totaal: 237kg  |
| Yuliya Dovhal     | +75kg (v)  | 7e        | trekken: 5de met 118kg stoten: 7de met 140kg totaal: 258kg   |
| Olha Korobka      | +75kg (v)  | DSQ       | trekken: 2de met 124kg stoten: 2de met 153kg totaal: 270kg   |

### Gymnastiek
| Olympiër                                                                                            | Discipline               | Resultaat | Prestatie |
| Ritmisch                                                                                            | Ritmisch                 | Ritmisch  | Ritmisch |
| --------------------------------------------------------------------------------------------------- | ------------------------ | --------- | --- |
| Anna Bessonova                                                                                      | individueel (v)          | Brons     | kwalificatie: 3de touw: 3de met 18,450 punten hoepel: 2de met 17,950 punten knotsen: 3de met 18,100 punten lint: 2de met 18,325 punten totaal: 72,825 punten finale: 3de touw: 5de met 17,775 punten hoepel: 4de met 17,975 punten knotsen: 2de met 17,900 punten lint: 2de met 18,225 punten totaal: 71,875 punten  |
| Natalia Godunko                                                                                     | individueel (v)          | 7e        | kwalificatie: 6de touw: 6de met 17,375 punten hoepel: 7de met 17,500 punten knotsen: 4de met 17,650 punten lint: 5de met 16,875 punten totaal: 69,400 punten finale: 7de touw: 7de met 17,500 punten hoepel: 8ste met 16,700 punten knotsen: 5de met 17,525 punten lint: 5de met 17,125 punten totaal: 68,850 punten |
| Krystyna Cherepenina Olena Dmytrash Alina Maksymenko Vira Perederiy Yuliya Slobodyan Vita Zubchenko | team (v)                 | 8e        | kwalificatie: 6de touw: 6de met 15,800 punten hoepel/knotsen: 8ste met 15,825 punten totaal: 31,625 punten finale: 8ste touw: 8ste met 15,975 punten hoepel/knotsen: 8ste met 15,125 punten totaal: 31,100 punten |
| Trampoline                                                                                          |                          |           | |
| Yuri Nikitin                                                                                        | mannen                   | 5e        | kwalificatie: 4de met 70,70 punten finale: 5de met 39,80 punten |
| |                          |           | |
| Olena Movchan                                                                                       | vrouwen                  | 4e        | kwalificatie: 6e met 64,80 punten finale: 4de met 36,60 punten |
| Turnen                                                                                              |                          |           | |
| Valeriy Honcharov                                                                                   | brug (m)                 | 11e       | kwalificatie: 11de met 16,000 punten |
| Valeriy Honcharov                                                                                   | rekstok (m)              | 62e       | kwalificatie: 62ste met 13,850 punten |
| Oleksandr Vorobyov                                                                                  | ringen (m)               | Brons     | kwalificatie: 3de met 16,250 punten finale: 3de met 16,325 punten |
| Valeriy Honcharov                                                                                   | individuele meerkamp (m) | 89e       | kwalificatie: 89ste met 29,850 punten |
| Oleksandr Vorobiov                                                                                  | individuele meerkamp (m) | 96e       | kwalificatie: 96ste met 16,250 punten |
| |                          |           | |
| Valentyna Holenkova                                                                                 | balk (v)                 | 48e       | kwalificatie: 48ste met 14,275 punten |
| Alina Kozich                                                                                        | balk (v)                 | 19e       | kwalificatie: 19de met 15,175 punten |
| Iryna Krasnianska                                                                                   | balk (v)                 | 25e       | kwalificatie: 25ste met 15,025 punten |
| Maryna Proskurina                                                                                   | balk (v)                 | 34e       | kwalificatie: 34ste met 14,625 punten |
| Dar'ia Zhoba                                                                                        | balk (v)                 | 27e       | kwalificatie: 27ste met 14,875 punten |
| Valentyna Holenkova                                                                                 | brug (v)                 | 45e       | kwalificatie: 45ste met 14,375 punten |
| Anastasiya Koval                                                                                    | brug (v)                 | 5e        | kwalificatie: 3de met 16,325 punten finale: 5de met 16,375 punten |
| Alina Kozich                                                                                        | brug (v)                 | 63e       | kwalificatie: 63ste met 13,625 punten |
| Iryna Krasnianska                                                                                   | brug (v)                 | 14e       | kwalificatie: 51ste met 14,250 punten |
| Dar'ia Zhoba                                                                                        | brug (v)                 | 8e        | kwalificatie: 7de met 15,675 punten finale: 8ste met 14,875 punten |
| Valentyna Holenkova                                                                                 | vloer (v)                | 45e       | kwalificatie: 44ste met 14,125 punten |
| Anastasiya Koval                                                                                    | vloer (v)                | 74e       | kwalificatie: 74ste met 13,000 punten |
| Alina Kozich                                                                                        | vloer (v)                | 81e       | kwalificatie: 81ste met 12,000 punten |
| Maryna Proskurina                                                                                   | vloer (v)                | 65e       | kwalificatie: 65ste met 13,675 punten |
| Valentyna Holenkova                                                                                 | individuele meerkamp (v) | 37e       | kwalificatie: 37ste met 56,750 punten |
| Anastasiya Koval                                                                                    | individuele meerkamp (v) | 5e        | kwalificatie: 85ste met 29,325 punten |
| Alina Kozich                                                                                        | individuele meerkamp (v) | 45e       | kwalificatie: 45ste met 55,775 punten |
| Iryna Krasnianska                                                                                   | individuele meerkamp (v) | 69e       | kwalificatie: 69ste met 43,475 punten |
| Maryna Proskurina                                                                                   | individuele meerkamp (v) | 74e       | kwalificatie: 74ste met 43,150 punten |
| Dar'ia Zhoba                                                                                        | individuele meerkamp (v) | 81e       | kwalificatie: 81ste met 30,550 punten |
| Iryna Krasnianska Maryna Proskurina Valentyna Holenkova Dar'ia Zhoba Alina Kozich Anastasiya Koval  | meerkamp team (v)        | 11e       | kwalificatie: 11de met 231,125 punten |

### Judo
| Olympiër           | Discipline | Resultaat | Prestatie |
| ------------------ | ---------- | --------- | --- |
| Maksym Korotun     | -60kg (m)  | 33e       | voorronde: V van BRA Lourenço: ippon |
| Gennadiy Bilodid   | -73kg (m)  | 7e        | 1ste ronde: W van RUS Mezhidov: ippon 2de ronde: V van TJK Boqiev: ippon herkansingen: W van COD Kibanza: yuko herkansingen 2: W van CHN Si: koka herkansingen 3: V van BRA Guilheiro: ippon                           |
| Roman Gontiuk      | -81kg (m)  | Brons     | voorronde: vrij 1ste ronde: W van TOG Demanyoh: ippon 2de ronde: W van COL Valles: waza-ari kwartfinale: W van GBR Burton: waza-ari halve finale: V van GER Bischof: yuko bronzen finale: W van MGL Nyamkhüü: waza-ari |
| Valentyn Grekov    | -90kg (m)  | 20e       | 1ste ronde: V van VEN Camacho: ippon |
| Yevgen Sotnikov    | +100kg (m) | 21e       | voorronde: vrij 1ste ronde: V van BRA Schlittler: yuko |
|                    |            |           | |
| Lyudmyla Lusnikova | -48kg (v)  | 15e       | 1ste ronde: W van TUN M'barki: waza-ari 2de ronde: V van KOR Kim: waza-ari |
| Nataliya Smal      | -70kg (v)  | 9e        | 1ste ronde: vrij 2de ronde: V van GER Böhm: ippon herkansingen: W van SEN Mendy: waza-ari herkansingen 2: V van ESP Iglesias: yuko                                                                                     |
| Maryna Pryschchepa | -78kg (v)  | 15e       | 1ste ronde: V van GER Wollert: yuko |
| Maryna Prokof'yeva | +78kg (v)  | 13e       | 1ste ronde: vrij 2de ronde: V van CHN Tong: yuko herkansingen: V van RUS Donguzashvili: yuko |

### Kanovaren
| Olympiër                          | Discipline    | Resultaat | Prestatie                                                                          |
| --------------------------------- | ------------- | --------- | ---------------------------------------------------------------------------------- |
| Yuriy Cheban                      | C-1 500m (m)  | Brons     | serie 1: 3de in 1.49,454 halve finale 1: 1ste in 1.51,507 finale: 3de in 1.48,766  |
| Yuriy Cheban                      | C-1 1000m (m) | 15e       | serie 3: 6de in 4.23,188 halve finale 1: 7de in 4.06,095                           |
| Sergiy Bezuglyy Maksym Prokopenko | C-2 500m (m)  | 8e        | serie 2: 3de in 1.42,054 finale: 8ste in 1.44,157                                  |
| Ruslan Dzhalilov Petro Kruk       | C-2 1000m (m) | 11e       | serie 1: 7de in 4.06,744 halve finale: 5de in 3.46,050                             |
|                                   |               |           |                                                                                    |
| Inna Osypenko                     | K-1 500m (v)  | Goud      | serie 3: 2de in 1.49,776 halve finale 1: 1ste in 1.51,558 finale: 1ste in 1.50,673 |

### Moderne vijfkamp
| Olympiër             | Discipline | Resultaat | Prestatie |
| -------------------- | ---------- | --------- | --- |
| Dmytro Kirpulyanskyy | mannen     | 9e        | schietsport: 11de met 184 punten schermen: 7de met 20 overwinningen zwemmen: 13de in 2.04,37 paardensport: 10de met 112 strafpunten atletiek: 31ste in 10.01,57 totaal: 5416 punten |
| Pavlo Tymoshchenko   | mannen     | 7e        | schietsport: 9de met 185 punten schermen: 4de met 22 overwinningen zwemmen: 28ste in 2.09,20 paardensport: 17de met 152 strafpunten atletiek: 24ste in 9.42,61 totaal: 5436 punten  |
|                      |            |           | |
| Dmytro Kirpulyanskyy | vrouwen    | DSQ       | schietsport: 17de met 178 punten schermen: 5de met 22 overwinningen zwemmen: 5de in 2.13,97 paardensport: 21ste met 112 strafpunten atletiek: 2de in 10.13,25 totaal: 5672 punten   |

### Paardensport
| Olympiër                                                                    | Discipline     | Resultaat      | Prestatie |
| Springconcours                                                              | Springconcours | Springconcours | Springconcours |
| --------------------------------------------------------------------------- | -------------- | -------------- | --- |
| Björn Nagel                                                                 | individueel    | DNF            | kwalificatie: niet gefinisht 1ste ronde: 56ste met 10 strafpunten 2de ronde: 28ste met 9 strafpunten |
| Katharina Offel                                                             | individueel    | 65e            | kwalificatie: 65ste 1ste ronde: 73ste met 27 strafpunten 2de ronde: 49ste met 17 strafpunten |
| Oleksandr Onyshchenko                                                       | individueel    | 70e            | kwalificatie: 70ste 1ste ronde: 70ste met 18 strafpunten 2de ronde: niet gefinisht |
| Jean-Claude Vangeenberghe                                                   | individueel    | 10e            | kwalificatie: 33ste 1ste ronde: 39ste met 5 strafpunten 2de ronde: 21ste met 8 strafpunten 3de ronde: 7de met 4 strafpunten totaal: 17 strafpunten finale: 10de 1ste ronde: 11de met 4 strafpunten 2de ronde: 6de met 4 strafpunten totaal: 8 strafpunten |
| Björn Nagel Katharina Offel Oleksandr Onyshchenko Jean-Claude Vangeenberghe | team           | 12e            | 1ste ronde: 12de met 34 strafpunten |

### Roeien
| Olympiër                                                                    | Discipline      | Resultaat | Prestatie                                                                        |
| --------------------------------------------------------------------------- | --------------- | --------- | -------------------------------------------------------------------------------- |
| Serhiy Biloushchenko Sergiy Gryn Oleh Lykov Volodymyr Pavlovskiy            | dubbel-vier (m) | 8e        | serie 3: 1ste in 5.40,11 halve finale 2: 5de in 6.03,71 finale B: 2de in 5.47,89 |
|                                                                             |                 |           |                                                                                  |
| Yana Dementyeva Kateryna Tarasenko                                          | dubbel-twee (v) | 7e        | serie 1: 5de in 7.25,03 herkansingen: 4de in 7.06,77 finale B: 1ste in 7.17,82   |
| Tetiana Kolesnikova Nataliya Lialchuk Olena Olefirenko Svitlana Spiriukhova | dubbel-vier (v) | 4e        | serie 1: 2de in 6.17,84 herkansingen: 4de in 6.41,45 finale: 4de in 6.20,02      |

### Schermen
| Olympiër                                                      | Discipline     | Resultaat | Prestatie |
| ------------------------------------------------------------- | -------------- | --------- | --- |
| Dmytro Chumak                                                 | degen (m)      | 13e       | 1ste ronde: vrij 2de ronde: W van VEN Limardo: 15-13 3de ronde: V van KOR Jung: 7-15                            |
| Maksym Khvorost                                               | degen (m)      | 19e       | 1ste ronde: vrij 2de ronde: V van CAN Tikhomirov: 11-15                                                         |
| Bohdan Nikishyn                                               | degen (m)      | 28e       | 1ste ronde: W van RSA Wood: 15-7 2de ronde: V van SUI Kauter: 12-15                                             |
| Dmytro Chumak Maksym Khvorost Vitaly Medvedev Bohdan Nikishyn | degen team (m) | 7e        | 1ste ronde: V van Polen: 37-45 5-8ste plek: V van Hongarije: 29-49 7-8ste plek: W van Zuid-Korea: 41-39         |
|                                                               |                |           | |
| Yana Shemyakina                                               | degen (v)      | 18e       | 1ste ronde: V van PAN Jiménez: 13-15                                                                            |
| Olha Leleyko                                                  | floret (v)     | 18e       | 1ste ronde: V van POL Mroczkiewicz: 9-15                                                                        |
| Olga Charlan                                                  | sabel (v)      | 13e       | 1ste ronde: W van ITA Marzocca: 15-8 2de ronde: V van USA Jacobson: 13-15                                       |
| Olena Khomrova                                                | sabel (v)      | 8e        | 1ste ronde: W van POL Shelton: 15-11 2de ronde: W van RUS Dyachenko: 15-14 3de ronde: V van USA Jacobson: 11-15 |
| Halyna Pundyk                                                 | sabel (v)      | 29e       | 1ste ronde: W van RSA duPlooy: 15-7 2de ronde: V van RUS Velikaya: 7-15                                         |
| Olga Charlan Olena Khomrova Halyna Pundyk Olha Zhovnir        | sabel team (v) | 7e        | 1ste ronde: W van Rusland: 45-34 halve finale: W van Verenigde Staten: 45-39 finale: W van China: 45-44         |

### Schietsport
| Olympiër           | Discipline                 | Resultaat | Prestatie                                                                                |
| ------------------ | -------------------------- | --------- | ---------------------------------------------------------------------------------------- |
| Artur Ayvazyan     | 10m luchtgeweer (m)        | 21e       | kwalificatie: 21ste met 592 punten (98-99-99-100-98-98)                                  |
| Oleksandr Lazeykin | 10m luchtgeweer (m)        | 11e       | kwalificatie: 11de met 594 punten (99-100-98-100-99-98)                                  |
| Artur Ayvazyan     | 50m geweer 3 houdingen (m) | 19e       | kwalificatie: 19de met 1165 punten (394-385-386)                                         |
| Jury Sukhorukov    | 50m geweer 3 houdingen (m) | Zilver    | kwalificatie: 3de met 1174 punten (398-384-392) finale: 2de met 1272,4 punten            |
| Artur Ayvazyan     | 50m geweer liggend (m)     | Goud      | kwalificatie: 1ste met 599 punten (100-100-100-100-100-99) finale: 1ste met 702,7 punten |
| Jury Sukhorukov    | 50m geweer liggend (m)     | 36e       | kwalificatie: 36ste met 589 punten (98-99-98-99-97-98)                                   |
| Oleh Omelchuk      | 50m pistool (m)            | 4e        | kwalificatie: 2de met 563 punten (94-96-94-93-93-93) finale: 4de met 658,9 punten        |
| Ivan Rybovalov     | 50m pistool (m)            | 20e       | kwalificatie: 20ste met 553 punten (89-91-91-96-91-95)                                   |
| Roman Bondaruk     | 25m snelvuurpistool (m)    | 6e        | kwalificatie: 3de met 580 punten (286-294) finale: 6de met 774,7 punten                  |
| Oleksandr Petriv   | 25m snelvuurpistool (m)    | Goud      | kwalificatie: 4de met 580 punten (289-291) finale: 1ste met 780,2 punten                 |
| Oleh Omelchuk      | 10m luchtpistool (m)       | 17e       | kwalificatie: 17de met 579 punten (95-98-96-97-96-97)                                    |
| Ivan Rybovalov     | 10m luchtpistool (m)       | 35e       | kwalificatie: 35ste met 572 punten (95-95-96-97-96-93)                                   |
| Mykola Milchev     | skeet (m)                  | 35e       | kwalificatie: 35ste met 109 punten (20-23-21-22-23)                                      |
|                    |                            |           |                                                                                          |
| Natallia Kalnysh   | 10m luchtgeweer (v)        | 27e       | kwalificatie: 27ste met 393 punten (97-100-98-98)                                        |
| Dariya Sharipova   | 10m luchtgeweer (v)        | 45e       | kwalificatie: 45ste met 384 punten (97-96-97-94)                                         |
| Natallia Kalnysh   | 50m geweer 3 houdingen (v) | 31e       | kwalificatie: 31ste met 571 punten (194-185-192)                                         |
| Darya Shytko       | 50m geweer 3 houdingen (v) | 20e       | kwalificatie: 20ste met 577 punten (197-184-196)                                         |
| Olena Kostevych    | 25m pistool (v)            | 25e       | kwalificatie: 25ste met 575 punten (288-287)                                             |
| Olena Kostevych    | 10m luchtpistool (v)       | 25e       | kwalificatie: 31ste met 378 punten (98-93-94-93)                                         |

### Schoonspringen
| Olympiër                            | Discipline             | Resultaat | Prestatie                                                                                           |
| ----------------------------------- | ---------------------- | --------- | --------------------------------------------------------------------------------------------------- |
| Illya Kvasha                        | 3m plank (m)           | 15e       | voorronde: 8ste met 461,65 punten halve finale: 15de met 439,55 punten                              |
| Yuriy Shlyakhov                     | 3m plank (m)           | 23e       | voorronde: 23ste met 405,05 punten                                                                  |
| Kostyantyn Milyayev                 | 10m toren (m)          | 20e       | voorronde: 20ste met 410,05 punten                                                                  |
| Anton Zakharov                      | 10m toren (m)          | 29e       | voorronde: 29ste met 344,95 punten                                                                  |
| Illya Kvasha Oleksiy Pryhorov       | 3m plank synchroon (m) | Brons     | 415,05 punten                                                                                       |
|                                     |                        |           | |
| Olena Fedorova                      | 3m plank (v)           | 11e       | voorronde: 7de met 323,75 punten halve finale: 6de met 329,10 punten finale: 11de met 298,40 punten |
| Hanna Pysmenska                     | 3m plank (v)           | 26e       | voorronde: 26ste met 223,50 punten                                                                  |
| Iuliia Prokopchuk                   | 10m toren (v)          | 20e       | voorronde: 20ste met 290,40 punten                                                                  |
| Hanna Pysmenska Mariya Voloshchenko | 3m plank synchroon (v) | 7e        | 293,10 punten                                                                                       |

### Synchroonzwemmen
| Olympiër                       | Discipline | Resultaat | Prestatie |
| ------------------------------ | ---------- | --------- | --- |
| Kseniya Sydorenko Darya Yushko | duet       | 8e        | kwalificatie: 8ste vrije routine: 8ste met 46,084 punten technische routine: 8ste met 46,334 punten totaal: 92,418 punten finale: 8ste met 92,668 punten |

### Tafeltennis
| Olympiër              | Discipline    | Resultaat | Prestatie |
| --------------------- | ------------- | --------- | --- |
| Kou Lei               | enkelspel (m) | 65e       | voorronde: V van CGO Saka: 1-4 (11-5, 9-11, 8-11, 6-11, 9-11)                                                                  |
|                       |               |           | |
| Margaryta Pesotska    | enkelspel (v) | 49e       | voorronde: W van KAZ Shumakova: 4-0 (11-8, 11-6, 11-6, 11-6) 1ste ronde: V van ESP Zhu: 1-4 (11-9, 8-11, 4-11, 7-11, 9-11)     |
| Tetyana Sorochinskaya | enkelspel (v) | 49e       | voorronde: W van EGY Yossry: 4-0 (11-5, 11-4, 12-10, 11-7) 1ste ronde: V van ITA Tan: 2-4 (6-11, 7-11, 11-9, 4-11, 11-7, 4-11) |

### Tennis
| Olympiër                             | Discipline     | Resultaat | Prestatie |
| ------------------------------------ | -------------- | --------- | --- |
| Alona Bondarenko                     | enkelspel (m)  | 17e       | 1ste ronde: W van VEN Sequera: 6-1, 0-1, opgave 2de ronde: V van SRB Janković: 5-7, 1-6 |
| Kateryna Bondarenko                  | enkelspel (m)  | 33e       | 1ste ronde: V van RUS Dementieva: 1-6, 4-6 |
| Mariya Koryttseva                    | enkelspel (m)  | 17e       | 1ste ronde: W van ISR Obziler: 5-7, 7-5, 6-4 2de ronde: V van CZE Šafářová: 6-2, 1-6, 5-7 |
| Tatiana Perebiynis                   | enkelspel (m)  | 33e       | 1ste ronde: V van BLR Azarenka: 4-6, 7-5, 4-6 |
| Alona Bondarenko Kateryna Bondarenko | dubbelspel (m) | 4e        | 1ste ronde: W van POL Domachowska/Radwańska: 6-3, 6-3 2de ronde: W van BLR Govortsova/Kustova: 6-1, 6-3 kwartfinale: W van ITA Pennetta/Schiavone: 6-1, 3-6, 7-5 halve finale: V van USA S Williams/V Williams: 6-4, 4-6, 1-6 bronzen finale: V van CHN Yan/Zheng: 2-6, 2-6 |
| Mariya Koryttseva Tatiana Perebiynis | dubbelspel (m) | 17e       | 1ste ronde: V van ESP Medina Garrigues/Ruano Pascual: 2-6, 2-6 |

### Triatlon
| Olympiër               | Discipline | Resultaat | Prestatie      |
| ---------------------- | ---------- | --------- | -------------- |
| Andriy Glushchenko     | mannen     | DNF       | niet gefinisht |
| Volodymyr Polikarpenko | mannen     | 35e       | 1:52.51,74     |
|                        |            |           |                |
| Yuliya Yelistratova    | vrouwen    | 24e       | 2:03.34,39     |

### Wielersport
| Olympiër                                                               | Discipline                    | Resultaat | Prestatie |
| Baan                                                                   | Baan                          | Baan      | Baan |
| ---------------------------------------------------------------------- | ----------------------------- | --------- | --- |
| Volodymyr Dyudya                                                       | individuele achtervolging (m) | 5e        | kwalificatie: 4de in 4.21,530 halve finale: V van GBR Burke: 4.22,271                                                 |
| Vitaliy Popkov                                                         | individuele achtervolging (m) | 14e       | kwalificatie: 14de in 4.30,321                                                                                        |
| Andrii Vynokurov                                                       | keirin (m)                    | 13e       | 1ste ronde: 4de herkansingen: 2de                                                                                     |
| Volodymyr Rybin                                                        | puntenkoers (m)               | 14e       | 8 punten |
| Lyubomyr Polatayko Volodymyr Rybin                                     | ploegkoers (m)                | 15e       | 0 punten |
| Volodymyr Dyudya Lyubomyr Polatayko Maksym Polishchuk Vitaliy Shchedov | ploegenachtervolging (m)      | 9e        | kwalificatie: 9de in 4.07,883                                                                                         |
|                                                                        |                               |           | |
| Lesya Kalytovska                                                       | individuele achtervolging (v) | Brons     | kwalificatie: 3de in 3.31,942 halve finale: W van LTU Sereikaitė: 3.31,785 bronzen finale: W van NZL Shanks: 3.31,413 |
| Lesya Kalytovska                                                       | puntenkoers (v)               | 5e        | 10 punten |
| Mountainbike                                                           |                               |           | |
| Serhiy Rysenko                                                         | mannen                        | DNF       | niet gefinisht |
| Weg                                                                    |                               |           | |
| Andriy Hryvko                                                          | tijdrit (m)                   | 32e       | 1:08.01 |
| Denys Kostyuk                                                          | tijdrit (m)                   | 37e       | 1:09.04 |
| Andriy Hryvko                                                          | wegwedstrijd (m)              | DNF       | niet gefinisht |
| Denys Kostyuk                                                          | wegwedstrijd (m)              | 77e       | 6:39.42 |
| Ruslan Pidgornyy                                                       | wegwedstrijd (m)              | 53e       | 6:34.22 |
| Yaroslav Popovych                                                      | wegwedstrijd (m)              | 36e       | 6:26.17 |
|                                                                        |                               |           | |
| Oksana Kashchyshyna                                                    | wegwedstrijd (v)              | 42e       | 3:34.13 |
| Tetyana Styazhkina                                                     | wegwedstrijd (v)              | 32e       | 3:33.17 |
| Yevheniya Vysotska                                                     | wegwedstrijd (v)              | 22e       | 3:32.55 |

### Worstelen
| Olympiër              | Discipline  | Resultaat   | Prestatie |
| Vrije stijl           | Vrije stijl | Vrije stijl | Vrije stijl |
| --------------------- | ----------- | ----------- | --- |
| Vasyl Fedoryshyn      | -60kg (m)   | DSQ         | kwalificatie: vrij 1ste ronde: W van USA Zadick: 3-0 kwartfinale: W van KGZ Bazarguruev: 3-0 halve finale: W van JPN Yumoto: 3-1 finale: V van RUS Batirov: 1-3               |
| Andriy Stadnik        | -66kg (m)   | Zilver      | kwalificatie: W van USA Schwab: 3-0 1ste ronde: W van IND Kumar: 3-1 kwartfinale: W van BLR Batyrov: 3-1 halve finale: W van KAZ Spiridonov: 3-0 finale: V van TUR Şahin: 1-3 |
| Ibrahim Aldatov       | -74kg (m)   | 14e         | kwalificatie: vrij 1ste ronde: V van KGZ Gitinov: 1-3 |
| Taras Danko           | -84kg (m)   | Brons       | kwalificatie: vrij 1ste ronde: W van COL Mosquera: 3-0 kwartfinale: V van TJK Abdusalomov: 0-3 herkansingen: W van AUS Kumar: 3-0 bronzen finale: W van TUR Balcı: 3-0        |
| Georgii Tibilov       | -96kg (m)   | 5e          | kwalificatie: vrij 1ste ronde: V van RUS Muradov: 1-3 herkansingen: W van TUR Koç: 3-1 bronzen finale: V van AZE Kmov: 0-3                                                    |
| Ivan Ishchenko        | -120kg (m)  | 11e         | kwalificatie: vrij 1ste ronde: V van TUR Polatçı: 1-3 |
|                       |             |             | |
| Irini Merleni         | -48kg (v)   | Brons       | kwalificatie: vrij 1ste ronde: W van MGL Enkhjargal: 5-0 kwartfinale: V van JPN Icho: 0-5 herkansingen: W van CHN Li: 5-0 bronzen finale: W van USA Chun: 3-1                 |
| Nataliya Synyshyn     | -55kg (v)   | 12e         | 1ste ronde: V van USA Van Dusen: 1-3 |
| Yuliya Ostapchuk      | -63kg (v)   | 11e         | 1ste ronde: vrij 1ste ronde: V van USA Miller: 1-3 |
| Oksana Vashchuk       | -72kg (v)   | 12e         | 1ste ronde: V van ESP Unda: 1-3 |
| Grieks-Romeins        |             |             | |
| Yuriy Koval           | -55kg (v)   | 11e         | kwalificatie: V van SRB Fris: 1-3 |
| Armen Vardanyan       | -66kg (v)   | Brons       | kwalificatie: vrij 1ste ronde: W van AZE Mansurov: 3-0 kwartfinale: V van KGZ Begaliev: 1-3 herkansingen: W van USA Deitchler: 3-1 bronzen finale: W van BUL Gergov: 3-1      |
| Volodymyr Shatskykh   | -74kg (v)   | 15e         | kwalificatie: V van ARM Julfalakyan: 1-3 |
| Oleksandr Daragan     | -84kg (v)   | 14e         | kwalificatie: vrij 1ste ronde: V van IRI Tahmasebi: 1-3 |
| Oleg Kryoka           | -96kg (v)   | 14e         | kwalificatie: V van TUR Özal: 1-3 |
| Oleksandr Chernetskyi | -120kg (v)  | 17e         | kwalificatie: V van USA Byers: 1-3 |

### Zeilen
| Olympiër                          | Discipline | Resultaat | Prestatie                                          |
| --------------------------------- | ---------- | --------- | -------------------------------------------------- |
| Maksym Oberemko                   | RS:X (m)   | 12e       | 103 punten: (3-16-4-9-13-11-24-DSQ-11-12)          |
|                                   |            |           |                                                    |
| Olha Maslivets                    | RS:X (v)   | 8e        | 83 punten: (5-6-14-11-10-1-4-12-12-12-5)           |
|                                   |            |           |                                                    |
| George Leonchuk Rodion Luka       | 49er       | 15e       | 139 punten: (6-11-12-15-DSQ-OCS-13-15-8-15-10-14-) |
| Pavlo Kalynchev Andriy Shafranyuk | tornado    | 13e       | 99 punten: (4-15-6-13-15-11-12-14-13-11)           |

### Zwemmen
| Olympiër                                                            | Discipline            | Resultaat | Prestatie                                                                     |
| ------------------------------------------------------------------- | --------------------- | --------- | ----------------------------------------------------------------------------- |
| Yuriy Yegoshin                                                      | 50m vrije slag (m)    | 42e       | serie 8: 3de in 22,77                                                         |
| Yuriy Yegoshin                                                      | 100m vrije slag (m)   | 36e       | serie 6: 6de in 49,56                                                         |
| Serhiy Advena                                                       | 200m vrije slag (m)   | 23e       | serie 5: 3de in 1.48,18 (NR)                                                  |
| Serhiy Fesenko                                                      | 400m vrije slag (m)   | 16e       | serie 5: 6de in 3.47,75                                                       |
| Serhiy Fesenko                                                      | 1500m vrije slag (m)  | 17e       | serie 3: 6de in 15.13,03                                                      |
| Oleksandr Isakov                                                    | 100m rugslag (m)      | 38e       | serie 2: 6de in 56,55                                                         |
| Oleksandr Isakov                                                    | 200m rugslag (m)      | 39e       | serie 2: 5de in 2.03,59                                                       |
| Ihor Borysyk                                                        | 100m schoolslag (m)   | 7e        | serie 8: 2de in 1.00,31 halve finale 1: 4de in 1.00,55 finale: 7de in 1.00,20 |
| Oleh Lisohor                                                        | 100m schoolslag (m)   | 9e        | serie 7: 5de in 1.00,65 halve finale 1: 5de in 1.00,56                        |
| Ihor Borysyk                                                        | 200m schoolslag (m)   | 14e       | serie 7: 6de in 2.11,08 halve finale 1: 7de in 2.10,99                        |
| Valeriy Dymo                                                        | 200m schoolslag (m)   | 22e       | serie 7: 8ste in 2.11,65                                                      |
| Serhiy Breus                                                        | 100m vlinderslag (m)  | 13e       | serie 6: 1ste in 51,82 halve finale 1: 7de in 52,05                           |
| Andriy Serdinov                                                     | 100m vlinderslag (m)  | 7e        | serie 9: 3de in 51,10 (NR) halve finale 2: 3de in 51,41 finale: 7de in 51,59  |
| Serhiy Advena                                                       | 200m vlinderslag (m)  | 15e       | serie 6: 5de in 1.56,24 halve finale 1: 7de in 1.56,64                        |
| Denys Sylantyev                                                     | 200m vlinderslag (m)  | 21e       | serie 4: 7de in 1.57,02                                                       |
| Vadym Lepskyy                                                       | 200m wisselslag (m)   | 28e       | serie 2: 3de in 2.01,73                                                       |
| Vadym Lepskyy                                                       | 400m wisselslag (m)   | 20e       | serie 4: 6de in 4.20,96                                                       |
| Serhiy Breus Valeriy Dymo Oleksandr Isakov Yuriy Yegoshin           | 4x100m wisselslag (m) | 15e       | serie 1: 7de in 3.38,76                                                       |
| Ihor Chervynskyy                                                    | 10km open water (m)   | 12e       | 1:52.14,7                                                                     |
|                                                                     |                       |           |                                                                               |
| Oksana Serikova                                                     | 50m vrije slag (v)    | 32e       | serie 9: 6de in 25,65                                                         |
| Darya Stepanyuk                                                     | 100m vrije slag (v)   | 27e       | serie 4: 4de in 55,51                                                         |
| Nataliya Khudyakova                                                 | 200m vrije slag (v)   | 35e       | serie 1: 1ste in 2.02,27                                                      |
| Nataliya Khudyakova                                                 | 400m vrije slag (v)   | 33e       | serie 2: 2de in 4.18,34                                                       |
| Iryna Amshennikova                                                  | 100m rugslag (v)      | 37e       | serie 6: 7de in 1.02,85                                                       |
| Kateryna Zubkova                                                    | 100m rugslag (v)      | 21e       | serie 5: 8ste in 1.01,25                                                      |
| Iryna Amshennikova                                                  | 200m rugslag (v)      | 33e       | serie 4: 8ste in 2.15,78                                                      |
| Kateryna Zubkova                                                    | 200m rugslag (v)      | 21e       | serie 5: 7de in 2.12,64                                                       |
| Anna Khlistunova                                                    | 100m schoolslag (v)   | 25e       | serie 5: 7de in 1.09,95                                                       |
| Yuliya Pidlisna                                                     | 100m schoolslag (v)   | 24e       | serie 6: 8ste in 1.09,72                                                      |
| Yuliya Pidlisna                                                     | 200m schoolslag (v)   | 23e       | serie 6: 7de in 2.28,84                                                       |
| Kateryna Zubkova                                                    | 100m vlinderslag (v)  | 24e       | serie 4: 6de in 58,99 (NR)                                                    |
| Tetyana Khala                                                       | 200m vlinderslag (v)  | 23e       | serie 2: 4de in 2.12,16                                                       |
| Hanna Dzerkal                                                       | 200m wisselslag (v)   | 25e       | serie 1: 1ste in 2.18,25                                                      |
| Kateryna Dikidzhi Hanna Dzerkal Nataliya Khudyakova Darya Stepanyuk | 4x100m vrije slag (v) | 15e       | serie 2: 6de in 3.44,72                                                       |
| Iryna Amshennikova Yuliya Pidlisna Darya Stepanyuk Kateryna Zubkova | 4x100m wisselslag (v) | 16e       | serie 2: 8ste in 4.08,62                                                      |

Afghanistan · Albanië · Algerije · Amerikaanse Maagdeneilanden · Amerikaans-Samoa · Andorra · Angola · Antigua en Barbuda · Argentinië · Armenië · Aruba · Australië · Azerbeidzjan · Bahama's · Bahrein · Bangladesh · Barbados · België · Belize · Benin · Bermuda · Bhutan · Bolivia · Bosnië en Herzegovina · Botswana · Brazilië · Britse Maagdeneilanden · Bulgarije · Burkina Faso · Burundi · Cambodja · Canada · Centraal-Afrikaanse Republiek · Chili · China · Chinees Taipei · Colombia · Comoren · Congo-Brazzaville · Congo-Kinshasa · Cookeilanden · Costa Rica · Cuba · Cyprus · Denemarken · Djibouti · Dominica · Dominicaanse Republiek · Duitsland · Ecuador · Egypte · El Salvador · Equatoriaal-Guinea · Eritrea · Estland · Ethiopië · Fiji · Filipijnen · Finland · Frankrijk · Gabon · Gambia · Georgië · Ghana · Grenada · Griekenland · Groot-Brittannië · Guam · Guatemala · Guinee · Guinee‑Bissau · Guyana · Haïti · Honduras · Hongarije · Hongkong · Ierland · IJsland · India · Indonesië · Irak · Iran · Israël · Italië · Ivoorkust · Jamaica · Japan · Jemen · Jordanië · Kaaimaneilanden · Kaapverdië · Kameroen · Kazachstan · Kenia · Kirgizië · Kiribati · Koeweit · Kroatië · Laos · Lesotho · Letland · Libanon · Liberia · Libië · Liechtenstein · Litouwen · Luxemburg · Macedonië · Madagaskar · Malawi · Malediven · Maleisië · Mali · Malta · Marshalleilanden · Marokko · Mauritanië · Mauritius · Mexico · Micronesië · Moldavië · Monaco · Mongolië · Montenegro · Mozambique · Myanmar · Namibië · Nauru · Nederland · Nederlandse Antillen · Nepal · Nicaragua · Nieuw-Zeeland · Niger · Nigeria · Noord-Korea · Noorwegen · Oeganda · Oekraïne · Oezbekistan · Oman · Oostenrijk · Oost‑Timor · Pakistan · Palau · Palestina · Panama · Papoea-Nieuw-Guinea · Paraguay · Peru · Polen · Portugal · Puerto Rico · Qatar · Roemenië · Rusland · Rwanda · Saint Kitts en Nevis · Saint Lucia · Saint Vincent en Grenadines · Salomonseilanden · Samoa · San Marino · Sao Tomé en Principe · Saoedi-Arabië · Senegal · Servië · Seychellen · Sierra Leone · Singapore · Slovenië · Slowakije · Soedan · Somalië · Spanje · Sri Lanka · Suriname · Swaziland · Syrië · Tadzjikistan · Tanzania · Thailand · Togo · Tonga · Trinidad en Tobago · Tsjaad · Tsjechië · Tunesië · Turkije · Turkmenistan · Tuvalu · Uruguay · Vanuatu · Venezuela · Verenigde Arabische Emiraten · Verenigde Staten · Vietnam · Wit-Rusland · Zambia · Zimbabwe · Zuid-Afrika · Zuid-Korea · Zweden · Zwitserland
Uitgesloten van deelname: Brunei